# Severna Holandija
Severna Holandija (nizozemsko Noord-Holland) je ena od dvanajstih provinc Nizozemske. Nahaja se v severozahodnem delu države. Poleg glavnega mesta province, Haarlem, v njej leži tudi glavno mesto države, Amsterdam, poleg njih pa še Hilversum, Alkmaar in Zaandam.

## Zgodovina

### Natanek nove pokrajine (province) (1795 do 1840)
Pokrajina Severna Holandija, kakršna je danes, izvira iz obdobja francoske vladavine od 1795 do 1813. To je bil čas osupljivih sprememb nizozemskega sistema provinc. Leta 1795 je bil stari red pometen in ustanovljena je Batavska_republika. V ustavi, sprejeti 23. aprila 1798, so bile korenito spremenjene stare meje. Republika je bila reorganizirana v osem departmajev (département) s približno enakim številom prebivalcev. Holandija je bila razdeljena na pet delov, imenovanih "Texel", "Amstel", "Delf", "Šelda en Maas", in "Rijn". Prve tri od teh so ležale znotraj meja stare Holandije; zadnji dve sta bili sestavljeni iz delov različnih provinc. Leta 1801 so bile stare meje obnovljene, ko je bil ustanovljen departma Holandija. Ta reorganizacija je bila kratkotrajna , vendar je porodila koncept, da se Holandija razbije in postane manj močna provinca.
Leta 1807 je bila Holandija reorganizirana. Tokrat sta bila dva dela imenovana "Amstelland" (ustreza sodobni provinci Severna Holandija) in "Maasland" (ustreza sodobni provinci Južna Holandija). Tudi to ni trajalo dolgo. Leta 1810 so bile vse nizozemske province vključene v Francoski imperij. Amstelland in Utrecht sta bila združena v departma "Zuiderzee"  (Zuyderzée v francoščini) in Maasland  se je preimenoval v "Monden van de Maas" ( Francosko Bouches-de-la-Meuse ). 
Po porazu Francozov leta 1813 je ta organizacija ostala nespremenjena kakšno leto. Ko je bila uvedena ustava iz leta 1814, je bila država reorganizirana v province in regije ( landschappen ). Zuiderzee in Monden van de Maas sta bila ponovno združena kot provinca "Holandija". Eden od ministrov v ustavnem odboru (van Maanen) je predlagal, da se ponovno uvede staro ime "Holandija in Zahodna Frizija", da bi spoštovali občutke ljudi te regije. Ta predlog je bil zavrnjen.
Vendar delitev ni bila popolnoma zaustavljena. Ko je bila pokrajina Holandija leta 1814 ponovno ustanovljena, je dobila dva guvernerja, enega za nekdanji departma Amstelland (območje, ki je zdaj Severna Holandija) in enega za nekdanji departma Maasland (zdaj Južna Holandija). Čeprav je bila pokrajina ponovno združena, sta bili obe območji na nek način še vedno obravnavani različno in ideja o razdelitvi Holandije je ostala živa. Med to reorganizacijo sta bila otoka Vlieland in Terschelling vrnjena Holandiji, deli "Holandskega Brabanta" (vključno z "deželo Altena") pa so bili priključeni Severnemu Brabantu. Meje z Utrechtom in Gelderlandom so bile dokončno določene leta 1820.
Ko so bile leta 1840 uvedene ustavne spremembe, je bilo odločeno, da se Holandija ponovno razdeli, tokrat na dve provinci, imenovani "Severna Holandija" in "Južna Holandija". Potrebe po tem niso čutili v Južni Holandiji ali v Zahodni Friziji (ker so se bali prevlade Amsterdama). Zagon je v veliki meri prišel iz Amsterdama, ki je še vedno zameril selitvi Pritožbenega sodišča leta 1838 v Haag v Južni Holandiji.

### Urbanizacija in gospodarska rast (1840 do danes)
Potem ko so Haarlemmermeer leta 1855 izsušili in spremenili v orno zemljo, je območje postalo del Severne Holandije. V zameno je Južna Holandija leta 1864 dobila večji del občine Leimuiden. Leta 1942 sta se otoka Vlieland in Terschelling vrnila v provinco Frizijo. Leta 1950 je bil nekdanji otok Urk odstopljen pokrajini Overijssel.
Februarja 2011 so Severna  Holandija skupaj s pokrajinama Utrecht in Flevoland, pokazale željo, da bi raziskali izvedljivost združitve teh treh pokrajin. To je pozitivno sprejela Prva vlada Rutteja, saj je bila želja po ustanovitvi ene pokrajine  Randstad omenjena v koalicijski pogodbi. Pokrajina Južna Holandija, deč mestnega območja Randstad, je bila predvidena kot del pokrajine (province) Randstad, je močno podprla zamisel o združitvi v eno pokrajino, se ni uresničila. Z Južno Nizozemsko ali brez nje, če bi bila ustanovljena, bi bila nova provinca največja na Nizozemskem tako po površini kot po številu prebivalcev.

## Geografija
Severna Holandija tvori polotok med Severnim morjem in umetno ustvarjenim IJsselmeerom. Več kot pol province sestavljajo morju iztrgane površine, tako imenovani polderji, ki so pod gladino morja. Del Severne Holandije je tudi otok Texel.
Severna Holandija je razdeljena na 48 občin (nizozemsko: gemeente):
| - Aalsmeer - Alkmaar - Amstelveen - Amsterdam - Beemster - Bergen - Beverwijk - Blaricum - Bloemendaal - Castricum - Den Helder - Diemen | - Drechterland - Edam-Volendam - Enkhuizen - Gooise Meren - Haarlem - Haarlemmerliede en Spaarnwoude - Haarlemmermeer - Heemskerk - Heemstede - Heerhugowaard - Heiloo - Hilversum | - Hollands Kroon - Hoorn - Huizen - Koggenland - Landsmeer - Langedijk - Laren - Medemblik - Oostzaan - Opmeer - Ouder-Amstel - Purmerend | - Schagen - Stede Broec - Texel - Uitgeest - Uithoorn - Velsen - Waterland - Weesp - Wijdemeren - Wormerland - Zaanstad - Zandvoort |